# Тронцано Лаго Мађоре
Тронцано Лаго Мађоре (итал. Tronzano Lago Maggiore) је насеље у Италији у округу Варезе, региону Ломбардија.
Према процени из 2011. у насељу је живело 171 становника. Насеље се налази на надморској висини од 347 м.

## Становништво
Према резултатима пописа становништва 2011. у општини је живело 254 становника.
| 1931. | 1936. | 1951. | 1961. | 1971. | 1981. | 1991. | 2001. | 2011. |
| ----- | ----- | ----- | ----- | ----- | ----- | ----- | ----- | ----- |
| 351   | 310   | 279   | 269   | 305   | 340   | 302   | 257   | 254   |